# Wolverine Blues
Wolverine Blues är det svenska death metal-bandet Entombeds tredje studioalbum. Skivan släpptes 4 oktober 1993 och det är med detta album som gruppen ändrar kurs från den klassiska death metal-stilen till en mer hårdrocks/metal-liknande stil. Wolverine Blues är Entombeds sista studioalbum med Lars Rosenberg på bas. 
Det har släppts tre olika ljudversioner av detta album. Den första hade samplingar i låtarna "Eyemaster", "Rotten Soul" och "Out of Hand". I den andra och i den tredje versionen hade samplingarna tagits bort, samt att i den andra så hade man ändrat låten "Hollowman".
Skivan har även getts ut med Marvels Wolverine på omslaget. Värt att nämna är att Entombed ville aldrig att deras album skulle associeras med superhjälten. Earache Records, gjorde därför en deal med Marvel, utan Entombeds tillåtelse, och använde Wolverine för att lansera albumet till mainstreampubliken. 
Skivan rankades av Sonic Magazine i juni 2013 som det 34:e bästa svenska albumet någonsin.

## Låtförteckning
1. "Eyemaster" - 03:20
2. "Rotten Soil" - 03:25
3. "Wolverine Blues" - 02:13
4. "Demon" - 03:17
5. "Contempt" - 04:32
6. "Full of Hell" - 03:20
7. "Blood Song" - 03:23
8. "Hollowman" - 04:25
9. "Heavens Die" - 04:14
10. "Out of Hand" - 03:16

## Banduppsättning
- Nicke Andersson - trummor, gitarr, omslagsdesign
- Lars Göran Petrov - sång
- Uffe Cederlund - gitarr, tambourine
- Lars Rosenberg - bas
- Alex Hellid - gitarr

## Medverkande
- Tomas Skogsberg - Musikproducent, ljudtekniker
- Benny Rehn - foto